# The National (Abu Dhabi)
The National ist eine englischsprachige, von der Regierung aufgekaufte Tageszeitung aus Abu Dhabi, deren Auflage bei ca. 40.000 Exemplaren liegt. Chefredakteur ist seit dem 8. Juni 2009 Hassan Fattah, der den in Nigeria geborenen britischen Redakteur Martin Newland ablöste. Newland war zwischen 2003 und 2005 Redakteur der Daily Telegraph.
Die erste Ausgabe der Zeitung wurde am 17. April 2008 gedruckt. Das Investment-Unternehmen Mubadala Development Company, welches der Regierung und der Herrscherfamilie gehört, kaufte die Zeitung auf. Folgende vier Bereiche weist die Zeitung auf: News, Business, Sport und Arts&Life. Sonntags liegt der Zeitung ein Magazin mit dem Namen „M“ bei.
Das Team der arabischen Tageszeitung bestand zeitweise aus 200 Mitgliedern, die teilweise bei großen Tageszeitungen wie dem Wall Street Journal, der New York Times und der Daily Telegraph aktiv waren. Mit Newland kamen unter anderem Colin Randall, Sue Ryan und Stephen Lock zur The National.
The National ist eine von mehreren englischsprachigen Tageszeitungen im Emirat, jedoch ist sie die einzige Zeitung, welche in Abu Dhabi produziert wird.